# Коучменс-Коув
Коучменс-Коув (англ. Coachman's Cove) — містечко в Канаді, у провінції Ньюфаундленд і Лабрадор.

## Населення
За даними перепису 2016 року, містечко нараховувало 105 осіб, показавши зростання на 14,1%, порівняно з 2011-м роком. Середня густина населення становила 5,8 осіб/км².
З офіційних мов обидвома одночасно не володів жоден з жителів, тільки англійською — 105.
Працездатне населення становило 22,2% усього населення, рівень безробіття — 50% (66,7% серед чоловіків та 100% серед жінок). 125% осіб були найманими працівниками, а 0% — самозайнятими.

## Клімат
Середня річна температура становить 3°C, середня максимальна – 18,5°C, а середня мінімальна – -14°C. Середня річна кількість опадів – 1 116 мм.
| Клімат поселення                              | Клімат поселення | Клімат поселення | Клімат поселення | Клімат поселення | Клімат поселення | Клімат поселення | Клімат поселення | Клімат поселення | Клімат поселення | Клімат поселення | Клімат поселення | Клімат поселення | Клімат поселення |
| Показник                                      | Січ.             | Лют.             | Бер.             | Квіт.            | Трав.            | Черв.            | Лип.             | Серп.            | Вер.             | Жовт.            | Лист.            | Груд.            |                  |
| Середній максимум, °C                         | −3,53            | −4,06            | 0,23             | 5,43             | 10,11            | 15,59            | 18,47            | 18,07            | 13,96            | 8,64             | 3,79             | −1,71            |                  |
| Середня температура, °C                       | −8,47            | −8,99            | −4,73            | 0,48             | 5,16             | 10,64            | 15,25            | 14,88            | 10,76            | 5,43             | 0,59             | −4,89            |                  |
| Середній мінімум, °C                          | −13,43           | −13,95           | −9,68            | −4,48            | 0,21             | 5,69             | 12,06            | 11,68            | 7,56             | 2,25             | −2,61            | −8,1             |                  |
| Норма опадів, мм                              | 99               | 88               | 76               | 75               | 80               | 104              | 86               | 103              | 93               | 113              | 97               | 102              |                  |
| Середньомісячна швидкість вітру, м/с          | 6.70             | 6.28             | 6.14             | 5.64             | 5.10             | 4.90             | 4.59             | 4.71             | 5.30             | 5.75             | 6.31             | 6.75             |                  |
| Середньомісячна сонячна радіація, кДж/м²·день | 3635             | 6653             | 10904            | 14446            | 17466            | 18853            | 18539            | 15561            | 11316            | 6656             | 3759             | 2721             |                  |
| --------------------------------------------- | ---------------- | ---------------- | ---------------- | ---------------- | ---------------- | ---------------- | ---------------- | ---------------- | ---------------- | ---------------- | ---------------- | ---------------- | ---------------- |
| Джерело:                                      |                  |                  |                  |                  |                  |                  |                  |                  |                  |                  |                  |                  |                  |